# (10997) Gahm
(10997) Gahm (1978 RX7) – planetoida z pasa głównego asteroid okrążająca Słońce w ciągu 4,24 lat w średniej odległości 2,62 j.a. Odkryta 2 września 1978 roku.